# Ighiel
Ighiel – wieś w Rumunii, w okręgu Alba, w gminie Ighiu. W 2011 roku liczyła 930 mieszkańców.